# 인천장서초등학교
인천장서초등학교는 대한민국 인천광역시 남동구에 있는 공립 초등학교이다.

## 연혁
- 2015.07.28 인천광역시립학교설치 조례 개정
- 2015.08.20 인천장서초등학교 준공
- 2015.09.01 초대 이정희 교장 취임
- 2015.09.01 인천장서초등학교 6학급 개교(남 31명, 여 44명 계 75명)
- 2015.09.18 학부모 총회 및 설명회
- 2015.10.05 돌봄교실 구축